# 인터스푸트니크
인터스푸트니크(Intersputnik)라고도 알려진 인터스푸트니크 국제 우주 통신 기구(Intersputnik International Organization of Space Communications)는 1971년 11월 15일 소련이 모스크바에서 이전 사회주의 국가 8개 국가(폴란드, 체코슬로바키아, 동독, 헝가리, 루마니아, 불가리아, 몽골, 쿠바)와 함께 설립한 국제 위성 통신 서비스 조직이다.
목표는 통신 위성의 개발과 공동 사용이었고 앞으로도 계속될 것이다. 이는 서부권의 인텔샛 조직에 대한 동구권의 대응으로 만들어졌다. 2008년 현재 이 조직에는 25개 회원국이 있으며 그 중에는 동독의 법적 계승자인 독일연방공화국도 포함된다.
인터스푸트니크는 오늘날 상업적으로 연계된 조직이다. 궤도에 있는 위성 12개와 응답기 41개를 운영한다. 1997년 6월 인터스푸트니크는 동일한 이름의 위성을 제작하고 운영하는 록히드 마틴과 함께 록히드 마틴 인터스푸트니크(Lockheed Martin Intersputnik, LMI) 합작 회사를 설립했다. 2006년 9월, 록히드 마틴 인터스푸트니크는 아시아 브로드캐스트 새틀라이트(Asia Broadcast Satellite, ABS)에 인수되었다.

## 회원국
- 아프가니스탄
- 아제르바이잔
- 벨라루스
- 불가리아
- 캄보디아
- 쿠바
- 체코
- 조지아
- 독일
- 헝가리
- 인도
- 카자흐스탄
- 키르기스스탄
- 라오스
- 몽골
- 니카라과
- 조선민주주의인민공화국
- 폴란드
- 루마니아
- 러시아
- 시리아
- 타지키스탄
- 투르크메니스탄
- 우크라이나
- 베트남
- 예멘

## 같이 보기
- 지상국
- 통신위성
- 해저 케이블